# 1992 في لبنان
فيما يلي قوائم الأحداث التي وقعت خلال عام 1992 في لبنان.

## سياسة

### تعيين في المنصب
- 31 أكتوبر – رفيق الحريري رئيس وزراء لبنان.

## كتب
من الكتب التي صدرت هذه السنة في لبنان:
- 1 يناير – القرن الأول بعد بياتريس من تأليف أمين معلوف.

## مواليد

### يناير
- 15 يناير – فاليري أبو شقرا

### مايو
- 2 مايو – أندريا باولي لاعبة تايكوندو لبنانية.

## وفيات

### فبراير
- 16 فبراير – عباس الموسوي (مواليد 1952)

### يوليو
- 23 يوليو – سليمان فرنجية (مواليد 1910) سياسي لبناني.